# Martin Mol

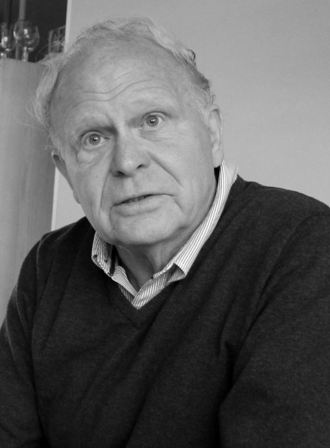
Martin Mol, grafisch ontwerper, 2010.

Martin Mol (Den Helder, 26 oktober 1935) is een Nederlands grafisch ontwerper, die zijn opleiding kreeg aan het Amsterdamse Instituut voor Kunstnijverheidsonderwijs, de latere Gerrit Rietveld Academie. Tot zijn docenten hier behoorden onder meer Charles Jongejans en Theo Kurpershoek. Mol woont en werkt sinds 1948 in Haarlem. Hij ontwierp met name voor educatieve uitgeverijen, waaronder H. Stam, Kluwer en Martinus Nijhoff. Sinds 1990 is hij actief als vrij kunstenaar.